# Richeria obovata
Richeria obovata là một loài thực vật có hoa trong họ Diệp hạ châu. Loài này được (Müll.Arg.) Pax & K.Hoffm. miêu tả khoa học đầu tiên năm 1922.